# Anan (ciutat)
Anan (阿南市, Anan-shi) és una ciutat de la prefectura de Tokushima, al Japó.
El 2015, tenia una població estimada de 75.494 habitants i una densitat de població de 270 habitants per km². Té una àrea total de 279,56 km².

## Geografia
Anan està situada a la costa est de la prefectua de Tokushima. Fa frontera amb la ciutat de Komatsushima pel nord, amb l'oceà Pacífic pel sud, el canal de Kii per l'est, i les muntanyes de Shikoku per l'oest.

## Història
Anan fou establerta l'1 de maig de 1958.
El 20 de març de 2006, els pobles de Hanoura i Nakagawa (ambdós del districte de Naka) van annexar-se a la ciutat d'Anan.

## Economia
Nichia, una multinacional manufacturadora de LEDs i materials electrònics té la seu a la ciutat.